# Andrés Schneiter
Andrés Schneiter (* 8. April 1976 in Buenos Aires) ist ein ehemaliger argentinischer Tennisspieler und -trainer.

## Karriere
Auf der ITF Future Tour gewann Schneiter vier Einzeltitel, drei auf Sand und einen auf Teppich.
Im Doppel mit Sergio Roitman gewann er 2000 in Amsterdam und 2001 in Umag zwei Titel auf der ATP World Tour. Schneiter erreichte in Bukarest im Jahr 2002 mit Emilio Benfele Álvarez außerdem das Finale. Sein bestes Grand-Slam-Doppelergebnis war das Erreichen der dritten Runde der French Open mit Sergio Roitman. Schneiter trat 2004 zurück. Seine höchste Einzelplatzierung in der Weltrangliste war Platz 219 im Jahr 1998 und Platz 62 im Doppel im Jahr 2003.
Nach seiner aktiven Karriere wurde Schneiter Trainer. Er war der Trainer von Mariano Puerta, als Puerta das Finale der French Open 2005 erreichte. Derzeit trainiert er Cristian Garín, der unter seiner Anleitung vier ATP-Titel gewonnen hat.

## Erfolge
| Legende (Anzahl der Siege)                       |
| Grand Slam                                       |
| Tennis Masters Cup ATP World Tour Finals         |
| ATP Masters Series ATP World Tour Masters 1000   |
| ATP International Series Gold ATP World Tour 500 |
| ATP International Series ATP World Tour 250 (2)  |
| ATP Challenger Tour (10)                         |

| ATP-Titel nach Belag |
| Hartplatz (0)        |
| Sand (2)             |
| Rasen (0)            |
| Teppich (0)          |

### Doppel

#### Turniersiege

##### ATP World Tour
| Nr. | Datum         | Turnier   | Belag | Partner        | Finalgegner                         | Ergebnis      |
| --- | ------------- | --------- | ----- | -------------- | ----------------------------------- | ------------- |
| 1.  | 23. Juli 2000 | Amsterdam | Sand  | Sergio Roitman | Edwin Kempes Dennis van Scheppingen | 4:6, 6:4, 6:1 |
| 2.  | 16. Juli 2001 | Umag      | Sand  | Sergio Roitman | Ivan Ljubičić Lovro Zovko           | 6:2, 7:5      |

##### ATP Challenger Tour
| Nr. | Datum              | Turnier       | Belag | Partner             | Finalgegner                               | Ergebnis       |
| --- | ------------------ | ------------- | ----- | ------------------- | ----------------------------------------- | -------------- |
| 1.  | 13. September 1998 | Santa Cruz    | Sand  | Marcelo Charpentier | Kepler Orellana Jimy Szymanski            | 6:2, 6:3       |
| 2.  | 12. August 2000    | Sopot         | Sand  | Sergio Roitman      | Óscar Hernández Germán Puentes            | 6:4, 6:2       |
| 3.  | 1. September 2000  | Budapest      | Sand  | Sergio Roitman      | David Miketa David Škoch                  | 6:3, 6:3       |
| 4.  | 20. Mai 2001       | Zagreb        | Sand  | Enzo Artoni         | Aleksandar Kitinov Alexandre Simoni       | 6:75, 6:4, 6:4 |
| 5.  | 17. Juni 2001      | Biella        | Sand  | Enzo Artoni         | Massimo Bertolini Cristian Brandi         | 7:65, 4:6, 6:1 |
| 6.  | 7. April 2002      | Tunis         | Sand  | Álex López Morón    | Devin Bowen Ashley Fisher                 | 6:4, 7:66      |
| 7.  | 8. September 2002  | Aschaffenburg | Sand  | Diego del Río       | Kornél Bardóczky Zoltán Nagy              | 6:3, 3:6, 6:3  |
| 8.  | 22. September 2002 | Stettin       | Sand  | José Acasuso        | Leoš Friedl David Škoch                   | 6:4, 7:5       |
| 9.  | 30. März 2003      | Cagliari      | Sand  | Álex López Morón    | Juan Ignacio Carrasco Albert Portas       | 5:7, 6:4, 7:5  |
| 10. | 24. August 2003    | Genf          | Sand  | Álex López Morón    | Emilio Benfele Álvarez Philipp Petzschner | 6:4, 5:7, 7:67 |

#### Finalteilnahmen
| Nr. | Datum              | Turnier  | Belag | Partner                | Finalgegner                   | Ergebnis |
| --- | ------------------ | -------- | ----- | ---------------------- | ----------------------------- | -------- |
| 1.  | 15. September 2002 | Bukarest | Sand  | Emilio Benfele Álvarez | Jens Knippschild Peter Nyborg | 3:6, 3:6 |